# Risa Shigetomo

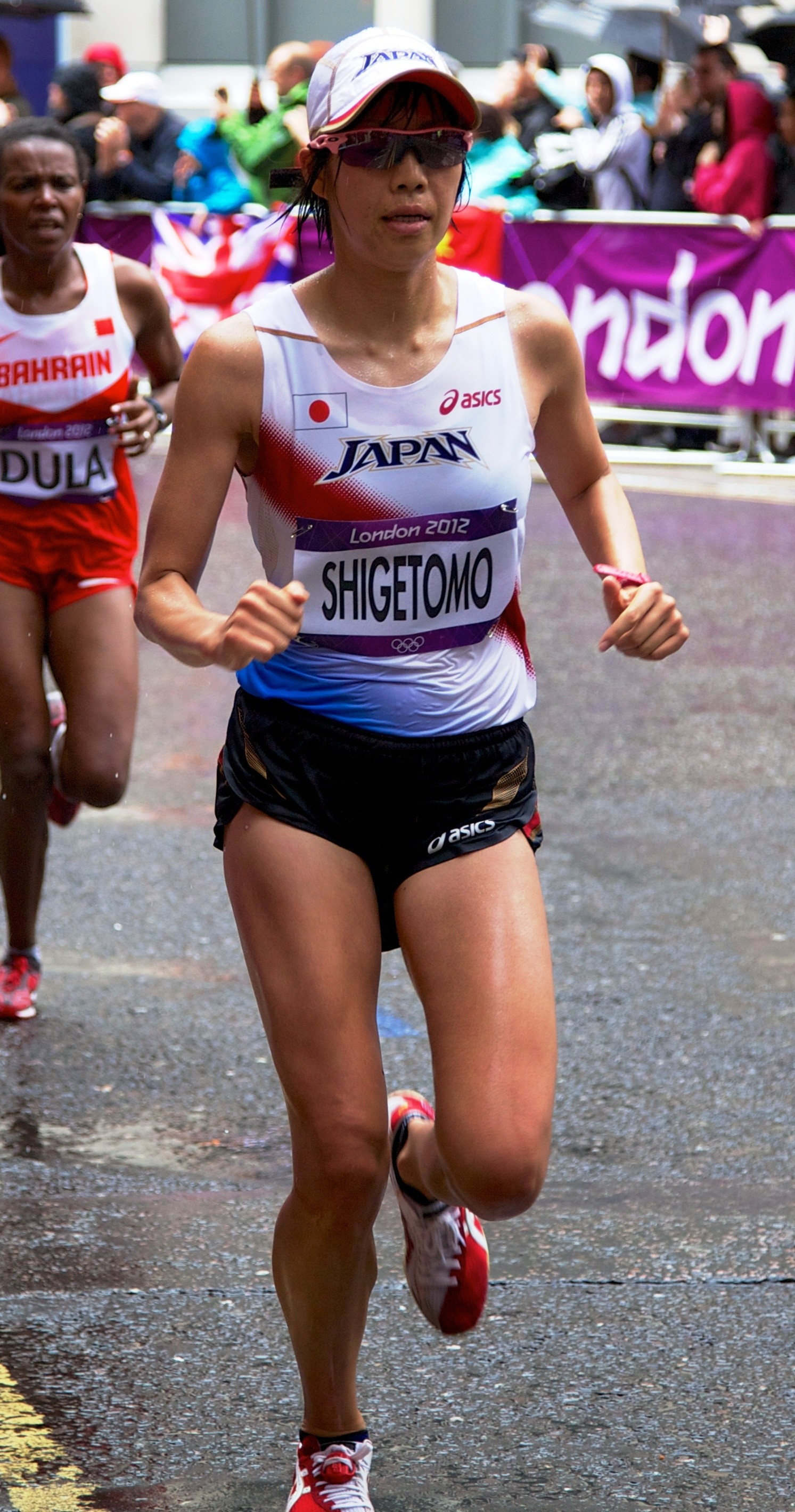
Risa Shigetomo bei den Olympischen Spielen 2012

Risa Shigetomo; (jap. 重友 梨佐, Shigetomo Risa; * 29. August 1987 in Bizen) ist eine japanische Marathonläuferin.
Bei den 10 km von San’yō wurde sie 2006 Fünfte, 2008 Zweite und 2010 Fünfte.
2011 plante sie beim Nagoya-Marathon ihr Debüt auf der 42,195-km-Distanz; nachdem dieser wegen des Tōhoku-Erdbebens abgesagt wurde, startete sie beim London-Marathon, kam dort aber nur auf den 24. Platz. im Herbst wurde sie Fünfte beim Virginia-Beach-Halbmarathon.
2012 siegte sie beim Osaka Women’s Marathon und wurde daraufhin für die Olympischen Spiele in London nominiert.
Am. 30. August 2015 lief sie den Marathon bei den Leichtathletik-Weltmeisterschaften in Peking. Sie benötigte für den Lauf 2:31:40 h und erreichte Platz 14.
Risa Shigetomo ist 1,68 m groß, wiegt 53 kg und startet für das Firmenteam des Warenhauses Tenmaya.

## Persönliche Bestzeiten
- 5000 m: 15:32,41 min, 9. Dezember 2006, Himeji
- 10-km-Straßenlauf: 32:38 min, 23. Dezember 2010, Okayama
- Halbmarathon: 1:10:58 h, 29. Januar 2012, Osaka (Zwischenzeit)
- Marathon: 2:23:23 h, 29. Januar 2012, Osaka